# セント・マーク教区 (グレナダ)
セント・マーク教区（Saint Mark Parish）は、グレナダの行政教区。グレナダ島の北西部を管轄し、首府はヴィクトリアである。面積は25平方キロメートル、人口は4,634人（2017年推計）。どちらも国内の行政区画では最も小さい。
1649年に入植したフランス人はこの地をグラン・ポーヴル（Grand Pauvre、意味は非常に貧しい土地）と呼んだ。1763年にイギリス領となった際にセント・マークへ改称した。
漁業が営まれている程度で開発はあまり進んでいないが、内陸部には国内で最も落差の大きいタフトン・ホール滝や、国内最高峰のセント・キャサリン山があり、どちらも回るツアーも開催されている。

## 主要都市
都市と呼べるほど大規模な居住地はヴィクトリアぐらいで、他は小規模な集落である。
- マラン（Maran）
- ヴィクトリア（Victoria）
- ウォルサム（Waltham）